# 洗脸
洗脸又叫面部清洁，是指人們通過各種途徑清洗臉部，目的是去除面部的污垢、细菌、油脂、碎屑和其他物质，人們一般用肥皂、清洁剂和水清洗臉部。一些来自化妆品以及环境中的污垢和有害物质几乎不溶于水，所以人們會用各種洁面产品去除這些污漬。